# NGC 1366
NGC 1366 (również PGC 13197) – galaktyka soczewkowata (S0), znajdująca się w gwiazdozbiorze Pieca. Została odkryta 9 października 1790 roku przez Williama Herschela. Galaktyka ta należy do gromady w Piecu.